# Jenna Sativa
Pour les articles homonymes, voir Jenna et Sativa.
Jenna Sativa, née le 12 novembre 1992 en Californie, est un modèle érotique et une actrice de films pornographiques lesbiens américaine.

## Biographie
Jenna Sativa ne tourne que des scènes lesbiennes ou des scènes en solo. Elle se surnomme elle-même « la reine du cunni ».
Elle se définit comme lesbienne depuis toute petite et ajoute qu'elle a toujours été attirée que par les filles, lors d'une interview pour le magazine LA VOIX DU X.

## Filmographie sélective
Le nom du film est suivi du nom de ses partenaires lors des scènes pornographiques.
- 2014 : Stepsisters That Scissor avec Goldie Glock
- 2015 : Girls Kissing Girls 18 avec Alice March
- 2015 : Mother-Daughter Exchange Club 38 avec Mindi Mink
- 2015 : Road Queen 34 avec Deauxma (scène 1) ; avec Luna Star (scène 3)
- 2016 : Bad Girls Boot Camp avec Uma Jolie et Tanner Mayes
- 2016 : Cheer Squad Sleepovers 15 avec Luna Star (scène 1) ; avec Lena Nicole (scène 3)
- 2016 : Mother-Daughter Exchange Club 45 Alexis Fawx
- 2017 : Angela Loves Women 3 avec Angela White
- 2017 : Cheer Squad Sleepovers 17 avec Jenna J Ross
- 2017 : Lesbian Adventures: Strap-On Specialist 11 avec Lily LaBeau
- 2018 : Pet Project: Uma Jolie avec Uma Jolie
- 2018 : Women Seeking Women 156 avec Milana May
- 2018 : Women Seeking Women 158 avec Shyla Jennings

## Distinctions
- 2017 Spank Bank Award - Reine du cunnilingus
- 2017 AVN Award - Meilleure actrice lesbienne
- 2017 XBIZ Award - Meilleure actrice lesbienne
- 2018 AVN Award - Meilleure actrice lesbienne